# Jerónimo Pujades

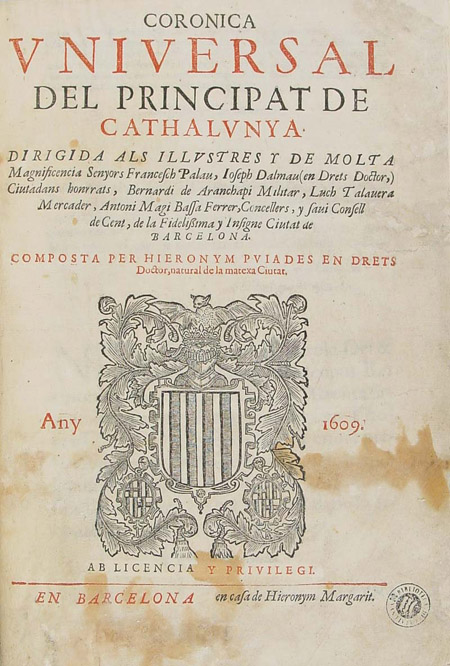
Facsimilar de la primera edición de la Coronica Vniversal del Principat de Cathalvnya (1609).

Jerónimo Pujades (en catalán: Jeroni Pujades) (*1568 - †1635) fue un historiador español, nacido en Barcelona. Fue autor de la Coronica Universal del Principat de Cathalunya (Crónica Universal del Principado de Cataluña), cuyo primer tomo, en catalán, apareció en el año 1609. El segundo y tercer tomo aparecerían en castellano. 
Jerónimo Pujades falleció en Castellón de Ampurias, el 7 de enero de 1635, a la edad de 67 años.
Próspero de Bofarull y Mascaró, al comentar sobre los diversos cronistas de Cataluña, dice sobre Jerónimo Pujades lo siguiente:

[...] ni los Anales del compatriota D. Narciso Feliu, á quien, á pesar de sus defectos clásicos, no puede defraudársele la gloriosa de haberlos intentado y concluído, ni la crónica mal llamada universal de Cataluña del infatigable barcelonés Jerónimo Pujades, que no obstante sus lunares é imperfección merece de justicia los encomios que le tributaron tantas corporacions literarias y clásicos escritores, ni finalmente los diferentes tratados accidentales ó directos sobre materias y épocas aisladas, como los de Diago, Melo, Moncada, Flórez, Capmany, Villanueva y otros, si bien que de un mérito relevante y muy digno de ser aprovechado á su vez; forman todavía el cuerpo de historia que Cataluña puede y debería ya tener.
Citado por Manuel Milá y Fontanals

La calle Pujades de Barcelona (Carrer Pujades) es en honor a Jerónimo Pujades.